# José Custódio de Faria
José Custódio de Faria sau Abatele Faria (n. 31 mai 1756, Bardez – d. 20 septembrie 1819, Paris) a fost un monah catolic din Goa, pioner al hipnozei. El a pus bazele unei metode proprii de inducere a transei hipnotice și a oferit o explicație a fenomenului hipnozei, diferită de cea a lui Franz Anton Mesmer. 